# Domiziana Giordano
Domiziana Giordano (4 de septiembre de 1959) es una actriz, fotógrafa y videoartista italiana.

## Biografía
Nació en Roma en 1959, Giordano se crio en una familia de artistas y arquitectos. Desarrolló una fuerte conciencia y comprensión de las artes visuales.  Estudió arquitectura, pero decidió dedicarse a tiempo completo a las artes visuales.
Después de completar sus estudios en la Academia de Arte Dramático en Roma,  fomentó su educación en el Stella Adler Academy para actuar en Nueva York, así como en la Academia de Cine de Nueva York para la dirección cinematográfica. Después de sus estudios, continuó trabajando en las artes visuales y la fotografía, comenzando su carrera como ayudante de dirección de teatro y cine.
Giordano apareció por primera vez en la pantalla en Amici miei Atto II en 1982. En 1983, apareció como protagonista femenina en la película de 1983 Nostalghia. En 1986, ganó el Premio Internacional de Cine Fantástico en Fantasporto por su papel principal como la hija de León Trotski en Zina (1985). También interpretó papeles en películas como Nouvelle Vague (1990) y Entrevista con el vampiro (1994).
Además de su trabajo de arte visual, también ha escrito poesía y artículos sobre la historia de la crítica de arte que se han publicado en una revista literaria de gran prestigio en Italia. [cita requerida]
La obra de Giordano incluye la investigación de la interacción entre las diversas disciplinas y en el estudio del lenguaje, la comunicación y la sociología. Su trabajo es una fusión de contenido y estructura interactiva, cavar profundamente en las raíces de las artes visuales, la ciencia de la semiótica, el cine y las nuevas tecnologías.

## Filmografía
| Año  | Título                                | Personaje                    | Director              | Observaciones       |
| ---- | ------------------------------------- | ---------------------------- | --------------------- | ------------------- |
| 1982 | Amici miei atto II                    | Noemi                        | Mario Monicelli       |                     |
| 1983 | Nostalghia                            | Eugenia                      | Andréi Tarkovski      |                     |
| 1984 | Jalusin Bakom                         | ?                            | Stig Björkman         |                     |
| 1985 | Zina                                  | Zina Bronstein               | Ken McMullen          |                     |
| 1987 | Strana la vita                        | Silvia                       | Giuseppe Bertolucci   |                     |
| 1989 | La normalidad                         | ?                            | Cecilia Miniucchi     |                     |
| 1990 | Nouvelle Vague                        | Elena "Elle" Torlato-Favrini | Jean-Luc Godard       |                     |
| 1992 | Las aventuras del joven Indiana Jones | Mata Hari                    | George Lucas          | Serie de televisión |
| 1994 | Entrevista con el vampiro             | Madeleine                    | Neil Jordan           |                     |
| 1994 | Mario mago e il                       | ?                            | Klaus Maria Brandauer |                     |
| 1995 | La famiglia Ricordi                   | ?                            | Mauro Bolognini       | Miniserie de TV     |
| 1995 | Maquinaciones                         | ?                            | Gerard Vergez         |                     |
| 1997 | Finalmente soli                       | ?                            | Umberto Marino        |                     |
| 2000 | Canone inverso                        | Baronessa Blau               | Ricky Tognazzi        |                     |
| 2003 | Il quaderno spesa della               | ?                            | Tonino Cervi          |                     |